# Sophie von Adelung
Sophie von Adelung (Stuttgart, 1850. március 11. — Stuttgart, 1927. június 15.) német író, festő.

## Élete
Családja orosz származású volt, apja, Nikolaus von Adelung (1809—1878) Olga württembergi királyné titkára, a Württembergi Királyság tanácsosa volt. Nikolaus volt az apja, Friedrich von Adelung (Sophie nagyapja) munkáinak kiadója is. Sophie anyja, Alexandrine von Schubert (1824—1901) a tábornok Friedrich von Schubert volt. Sophie-nak két testvére született, Alexandrine és Nikolaus, utóbbi ismert entomológus lett, előbbi Sophie több munkájának társszerzője, közreműködője volt.  
Sophie leginkább ifjúsági munkákat írt, amelyeket gyakran saját maga illusztrált. Több könyvet fordított oroszról németre. Rendszeresen publikált a Die Frau és a Fürs Haus című lapokban. Rajzai és festményei a Thekla von Gumpert által szerkesztett Töchter-Album-ban is megjelentek. Munkáit S. Aden álnév alatt jelentette meg.
Baráti köréhez tartozott a zongorista Maria von Harder, Chopin egykori tanítványa, akinek a zeneszerzőhöz kapcsolódó emlékeit Sophie jegyezte le. Szofja Vasziljevna Kovalevszkaja az unokatestvére volt, 1896-ban, annak halála után visszaemlékezéseket jelentetett meg életéről.

## Munkái

### Regényei és színdarabjai
- Zwei Mädchenbilder in Pastell. Erzählungen für junge Mädchen (1888)[11]
- Russlana. Erzählung für junge Mädchen (1888)
- Kleeblatt. Drei Erzählungen für junge Mädchen (1889)
- Jugenderinnerungen an Sophie Kowalewsky (1896)
- Jugendbühne. Ernste und heitere Theaterstücke für die Jugend herausgegeben von Sophie von Adelung (5 kötetben)[8]
  - Band 1: Heinrich von Eichenfels, Die Schneckenvroni, Der Grösste
  - Band 2: Der Lumpensammler, Die Maikönigin
  - Band 3: Rosa von Tannenburg. Das Blumenkörbchen. Das Johanniskäferchen. (58)
  - Band 5: Der verzauberte Königssohn (nach einem Märchen von M. Chovanetz; 1897)
- Das graue Fräulein auf Scharfenstein. Hessische Volkssage (1897)
- Sonntagsfriede am Werktag (1920)
- Chopin als Lehrer (1923)
- Täubchen (1924)
- Hamsmelis Mäxle (1830)
- Der grössere Held und Das Professorle

### Könyv illusztrációi
- Bilder ohne Worte (mint S. Aden, 1879)
- Piepser, der Kanarienvogel, Schnurr das Kätzchen und Klein Mariechen (mint S. Aden, 1879)
- Lustig und Traurig (1882)
- Cora's Bilderbuch (1883)
- Maikäfer auf Reisen. Peter und der Pavian (Olga von Adelunggal, 1883)

### Festményei
- Junge Frau vor der Schmuckschatulle (olaj, vászon/Karton)
- Bildnis eines jungen Mädchens (olaj, vászon, 1893)
- Bildnis eines Mädchens mit Rose (olaj, vászon/Karton)
- Bildnis einer Jungen Frau mit Trachtenhaube (olaj, vászon)

## Fordítás
- Ez a szócikk részben vagy egészben  a   Sophie von Adelung című angol Wikipédia-szócikk ezen változatának fordításán alapul.  Az eredeti cikk szerkesztőit annak laptörténete sorolja fel. Ez a jelzés csupán a megfogalmazás eredetét és a szerzői jogokat jelzi, nem szolgál a cikkben szereplő információk forrásmegjelöléseként.